# 73式軽機関銃
73式軽機関銃（朝鮮語: 73식 기관총）は、朝鮮民主主義人民共和国（北朝鮮）の朝鮮人民軍向けに設計・製造された軽機関銃である。

## 開発・運用
人民軍向け兵器製造の責任部門である第1機械工場で開発された。生産が開始された時期は不明だが、1960年代のソビエト連邦製PK機関銃の設計に影響を受けているとされる。
1982年にはベルト給弾のみ可能な82式機関銃が採用され、主力軽機関銃の座を退いたが、以後も73式の使用は続いている。2002年、国連軍停戦監視委員会によって非武装地帯近辺の北朝鮮兵士が境界線の北方100～400mの位置に73式を配置していることが確認された。2012年3月9日に朝鮮中央通信が報じた映像の中でも、箱型弾倉を装填した73式による射撃訓練の様子が確認できる。

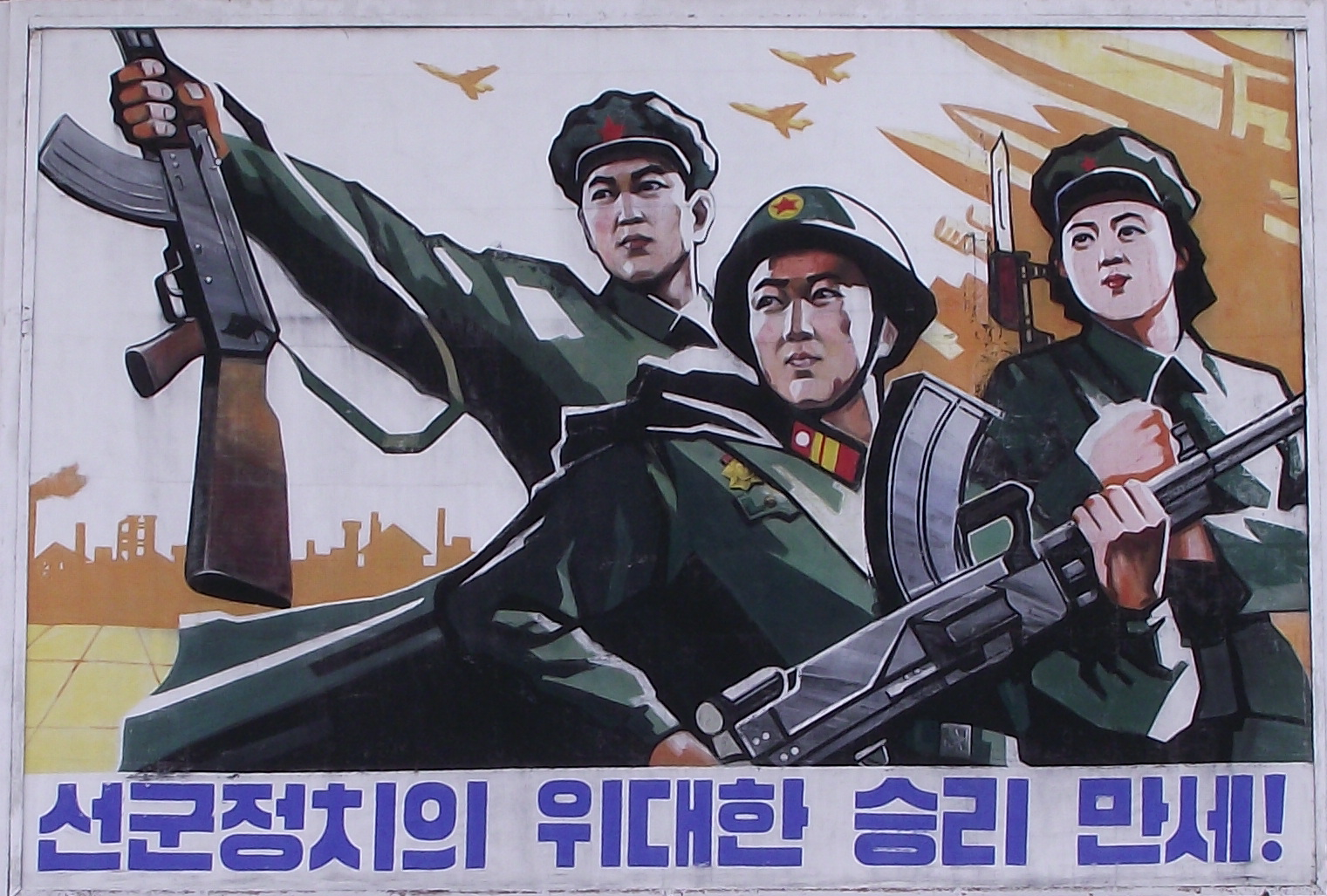
北朝鮮のプロパガンダ広告。中央の兵士が73式軽機関銃を手にしている

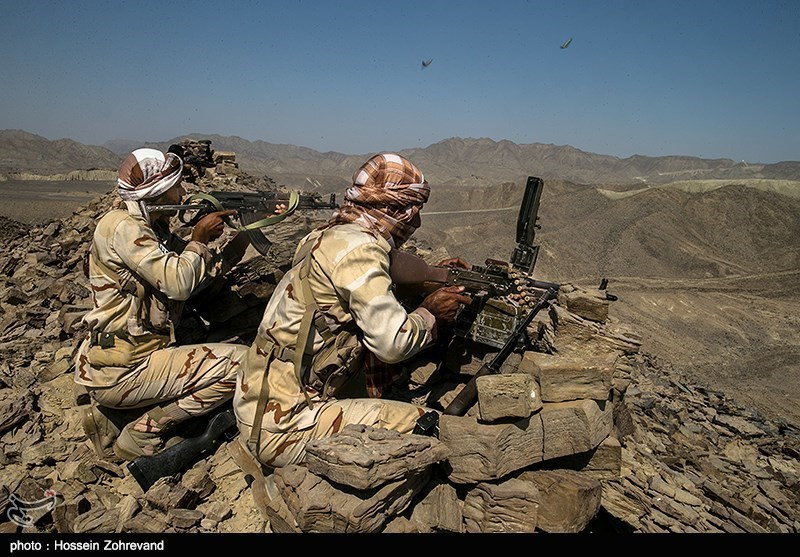
イランの国境警備連隊の兵士ら。右の兵士は73式軽機関銃に弾帯を装填している（2015年）

韓国軍では、73式軽機関銃および82式機関銃が使用する7.62x54mmR弾の高い火力と射程を脅威と捉え、国境警備を担当する部隊に対しK3 5.56mm機関銃よりも大口径の7.62mm級機関銃の配備を進める方針を発表している。
北朝鮮以外の国ではほとんど確認されていないが、イランが73式軽機関銃を輸入しており、2015年には対ISIL作戦を展開するイラクの国民動員軍（PMF）に供給されたとも言われている。また、韓国軍は少なくとも1丁の73式軽機関銃を鹵獲しているが、その入手方法は明かされていない。
ロシアによるウクライナ侵攻の最中の2024年11月頃には、クルスク州で73式軽機関銃が確認された。同州に配備された朝鮮人民軍部隊が持ち込んだものとも、ロシア軍が運用していたものとも言われていた。
北朝鮮においては先軍政治の一環として、指導者が軍部隊を視察した際に装飾を施した装備品を記念品として贈呈する伝統がある。この伝統の始まりは不明だが、少なくとも1980年代には金日成主席が装飾入り白頭山ピストル（Cz75）を高級将校らに贈っていたことが知られている。現在ではクロムメッキと装飾を施された88式小銃（AK-74）、73式軽機関銃、真鍮製の双眼鏡が標準的な記念品であり、将校の場合は小銃や機関銃の代わりに白頭山ピストルを受け取る。そのほか、パレードにおける儀仗兵などが同様の装飾入りの装備品を使用することもあるという。

## 設計
積極的な情報公開が行われていないこともあり、73式軽機関銃の詳細は未だ不明である。
主な設計はPK機関銃に基づいており、弾薬は同じ7.62x54mmR弾を用いる。PKと大きく異なるのは給弾機構で、PKがベルト式給弾のみに対応しているのに対して、チェコスロバキア製vz. 52軽機関銃に類似した弾倉給弾/ベルト給弾の切り替え機能を有する。弾倉の挿入口には一枚構造の開閉式防塵カバーが設けられている。また、折り畳み式のコッキングレバー、独自形状の銃口制退器・二脚・ガスチューブ・銃床、取り外し可能な銃身スリーブなど、独自の変更箇所を持つ。
vz. 52の設計が参考とされたのは、北朝鮮における銃器開発がチェコスロバキアからの影響を強く受けていたためとも言われる。給弾機構の設計は、パトロール中などには軽量かつ持ち運びが容易な箱型弾倉を装填して不測の戦闘に備え、戦闘が始まり持続的な射撃が必要になればそのまま弾帯給弾に切り替えるという運用が想定されていたものと予想されている。
ボルト・ボルトキャリア・ベルト給弾機構を含めた基本的な構造はPK機関銃と同じで、ボルトキャリアが後退する際に、ボルトキャリアの爪が弾薬のリムをつかんで後方へ引き抜き、前進の際に下前方の薬室（銃身後端）へ弾薬を送り込む。給弾ベルトの挿入口・排出口、排莢口にはそれぞれ専用の防塵カバーが設けられている点もPK機関銃に準じる。銃身の着脱方法もPK機関銃と同じ方式で、機関部のトップカバーと給弾トレイを開き、クロスボルト式の金具を左へずらすと銃身の固定が解かれる。
銃身ハンドルがPK機関銃では斜め左上に位置するのに対し、本銃では斜め右上に変更されている。二脚の折り畳み部にはロック機能が無く、支点であるボルトの締め付け具合で調節される。二脚の前後面には溝が加工され、ここに分割したクリーニングロッドを収納することができる。安全装置はRPD軽機関銃のものに似た大型レバーで、引き金の右上に配置されている。
弾倉を使用する際には部品交換などの特別な操作は必要なく、給弾ベルトを取り外し、弾倉挿入口のカバーを開けるのみである。この弾倉はベルト給弾時と同様にリムド薬莢である7.62x54mmR弾を「後ろへ引き抜く」構造となっており、リップ部分が一列のシングルフィードのため弾薬は常にベルト給弾時の先頭の弾薬と同じ位置にある。これによりボルトキャリア側の爪はベルト給弾時と同じく、弾倉の弾薬をつかんで引き抜くことができる。
軽機関銃としては珍しく、銃身先端の外周には、小銃擲弾を装着・発射するソケットとして使うための溝加工が施されている。通常の射撃時には銃身外面を保護するため銃口制退器を兼ねたスリーブを銃身先端にかぶせて固定する。ガスチューブ付け根の下には、取り外した銃身スリーブを固定するための金具が設けられている。ガスブロックの左上には通常射撃用の照星（前部照準器）があるが、ガスブロックの真上には小銃擲弾用の折り畳み式照準器も装備されている。照準は銃身に装着した小銃擲弾の先端と、引き起こした専用照準器の環孔を通して見ることで行う。小銃擲弾を使用する際には、ガスバルブを遮断位置に設定する必要がある。
なお通常射撃用の後部照準器は、Mk.II以降のブレン軽機関銃に類似した起倒式で、ダイヤルを回すことで照尺を上下調節する。
後に採用された82式機関銃はおおむねPKM機関銃のコピーだが、銃床や二脚、照準器の形状に73式軽機関銃との類似点がある。